# Ulica Freta w Warszawie

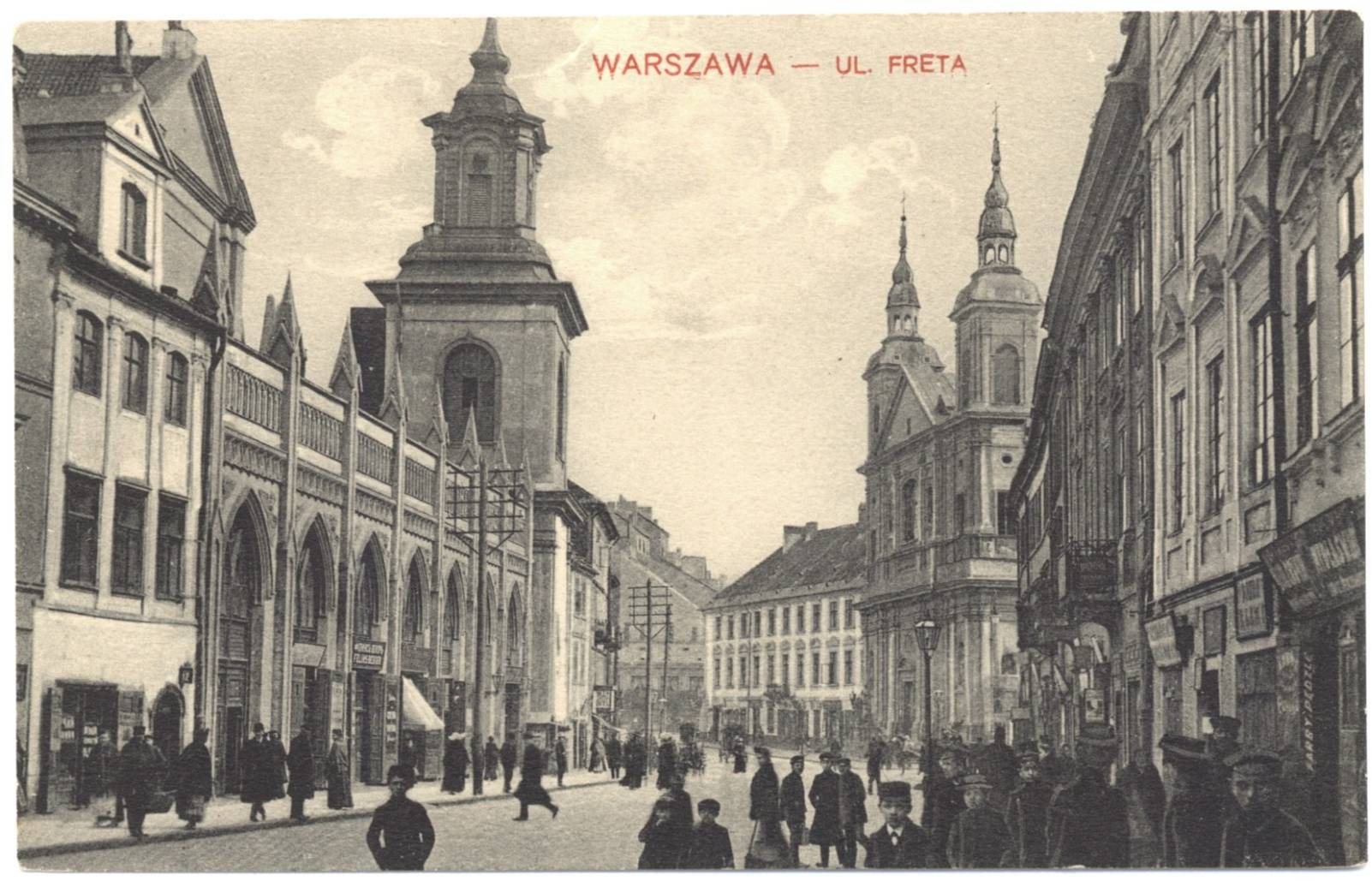
Ulica Freta przed I wojną światową

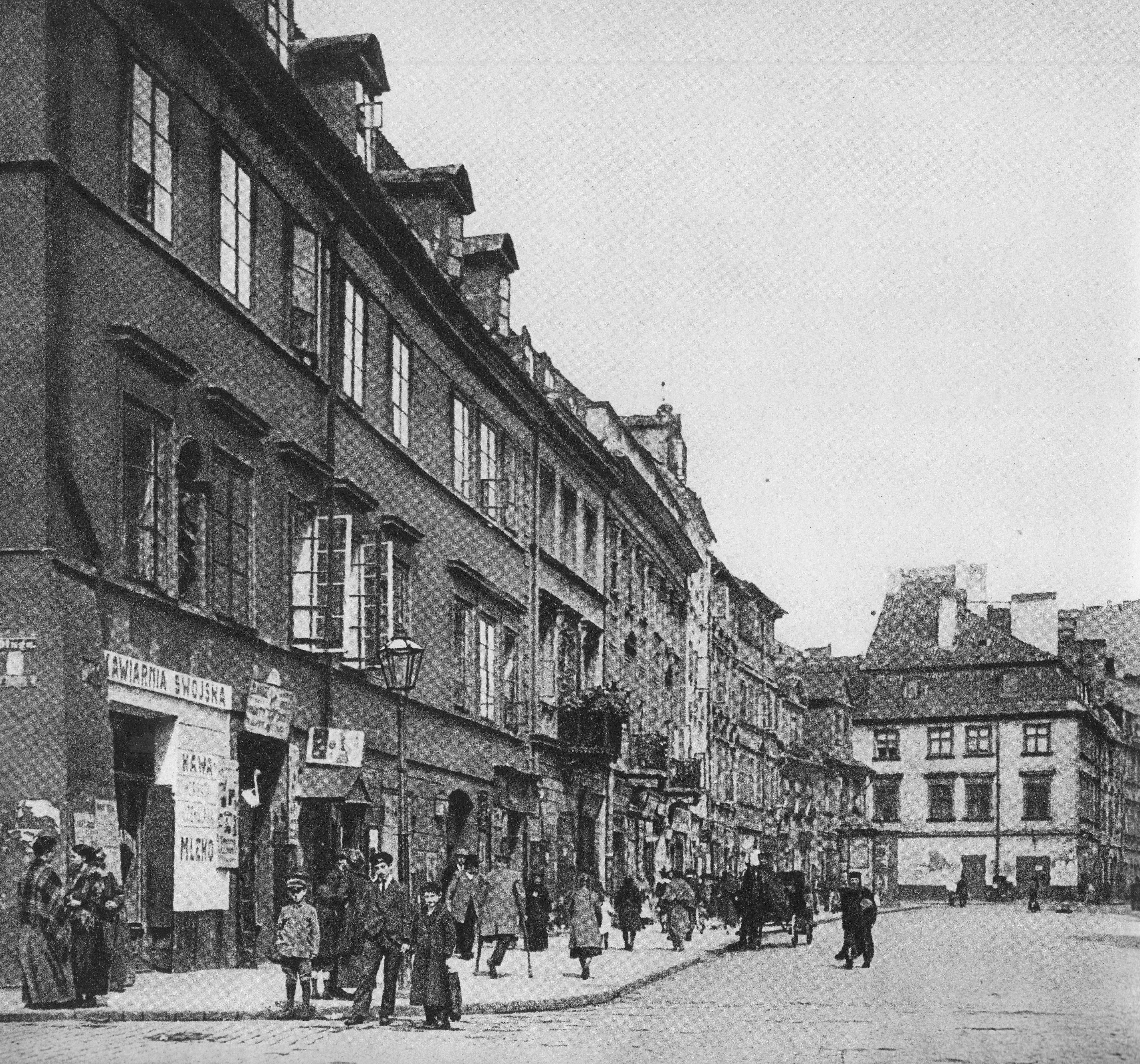
Ulica Freta róg ul. Długiej przed 1939

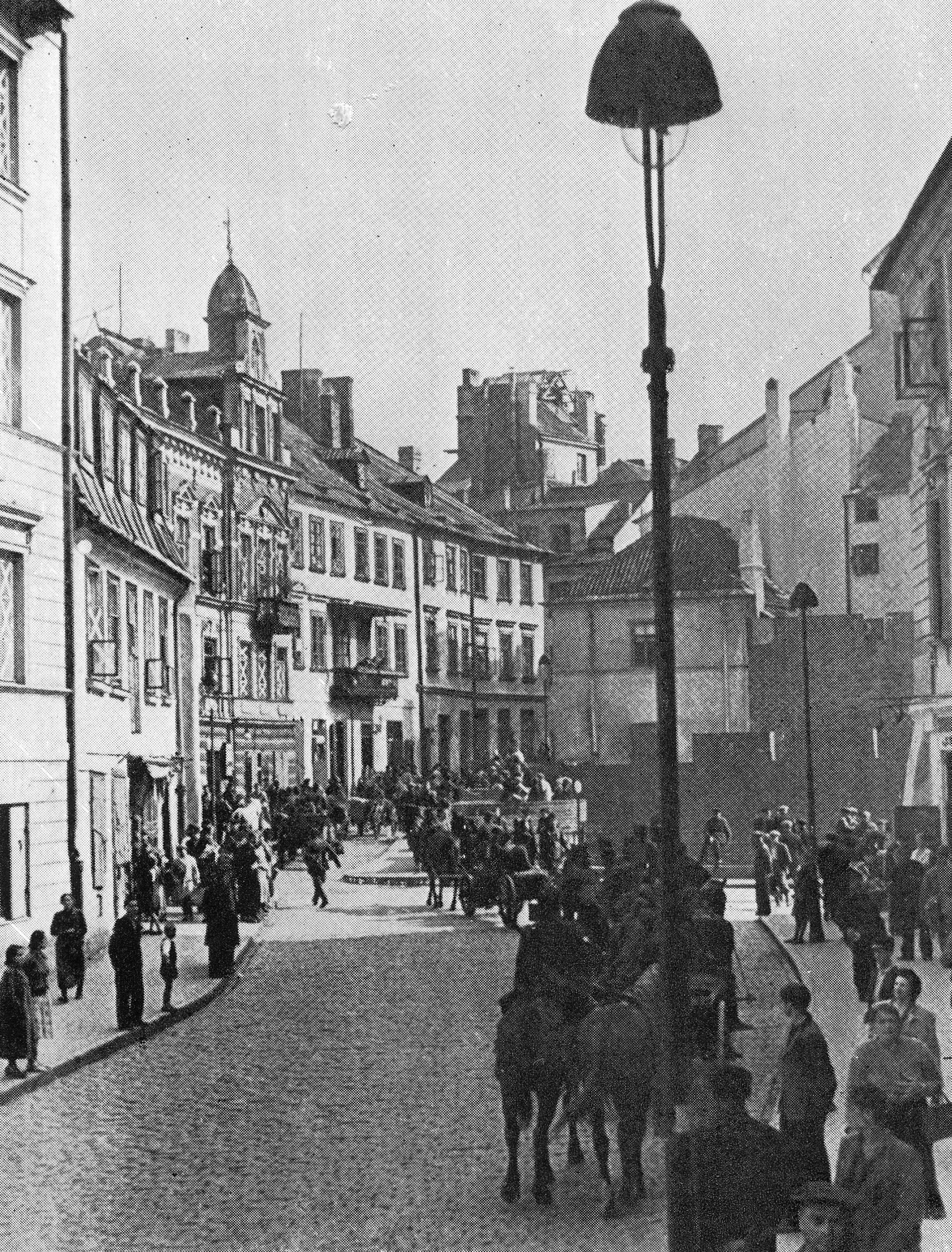
Ulica przy ul. Nowomiejskiej we wrześniu 1939 roku

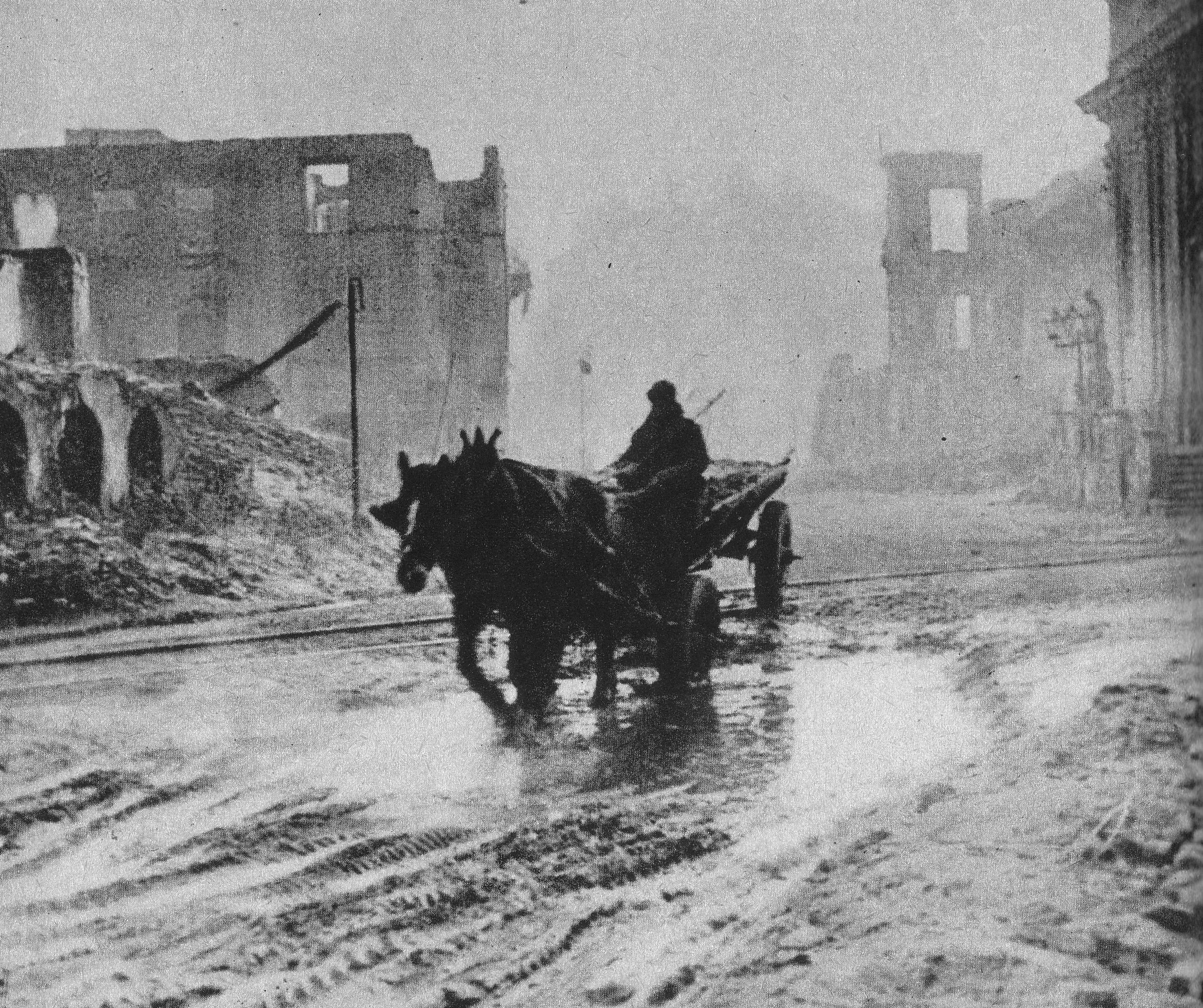
Ulica w 1945 roku

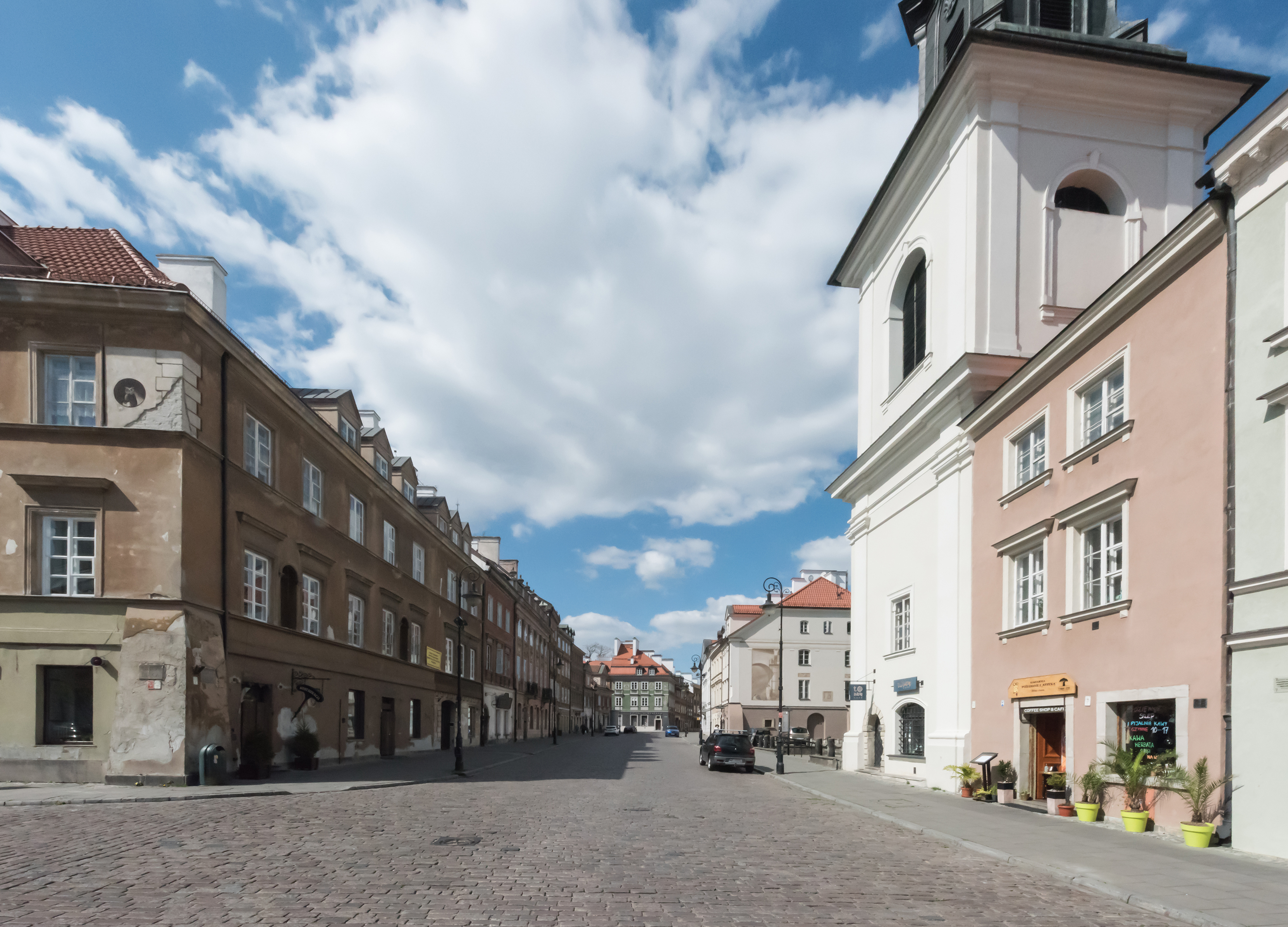
Ulica przy ul. Długiej

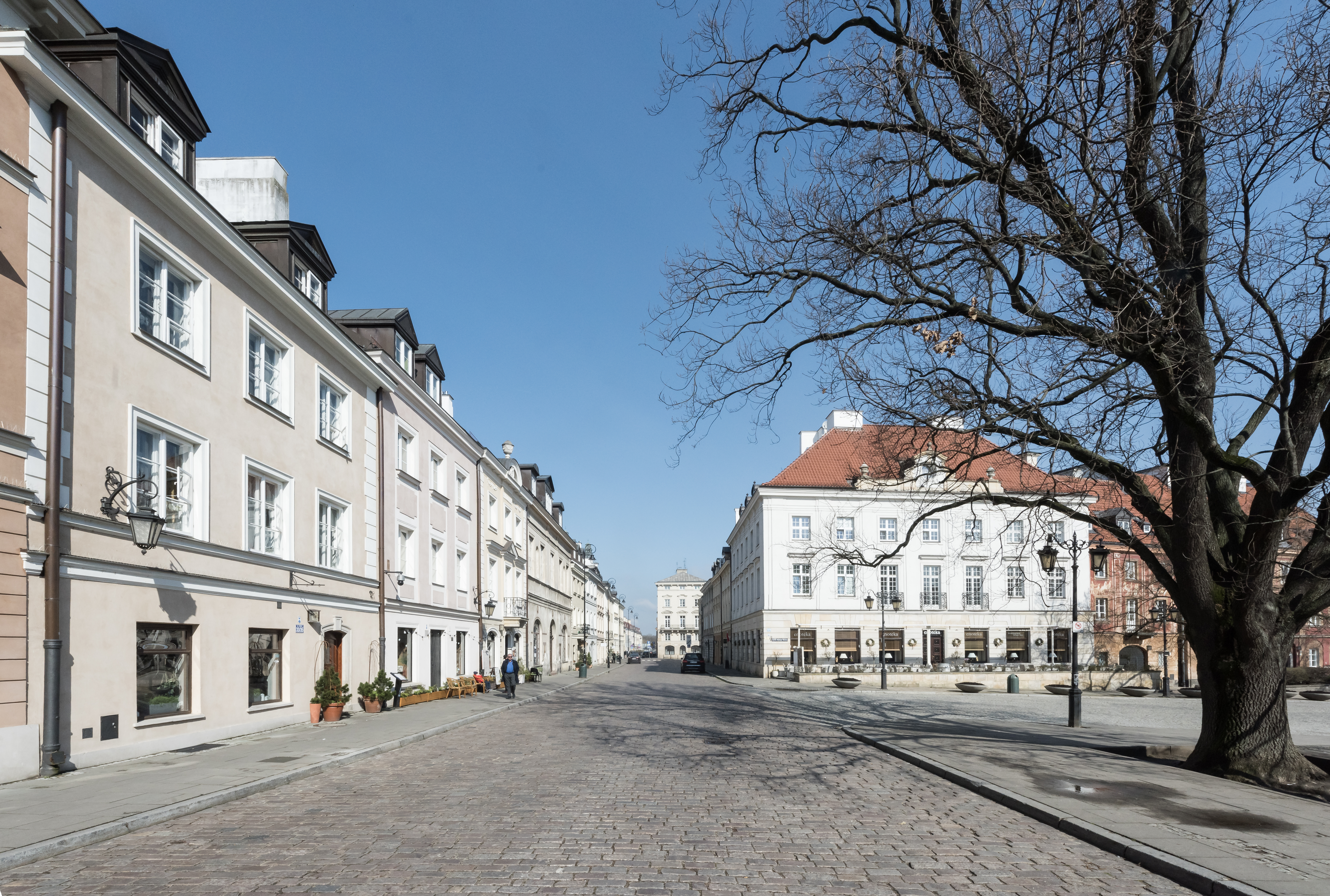
Ulica przy Rynku Nowego Miasta

Ulica Freta – ulica na Nowym Mieście w Warszawie. Biegnie od ulicy Nowomiejskiej (przy zbiegu z ulicą Mostową i Długą) do połączenia ulic: Zakroczymskiej, Franciszkańskiej i Kościelnej.
W średniowiecznej łacinie jej nazwa oznaczała błotniste bezdroże (Fretha Novae Civitatis – ugór nowomiejski). Według innego źródła nazwa wywodzi się ze średniowiecznej formy niemieckiego terminu Freiheit (wolna przestrzeń przed bramą, miejsce targów).

## Historia
Ulice: Freta, Nowomiejska i Zakroczymska były odcinkiem drogi biegnącej wzdłuż Wisły na północ, częścią dawnego traktu wiodącego ze Starej Warszawy do Zakroczymia.
W XIV wieku przed północną bramą obronną powstał wydłużony plac. Pod koniec XIV wieku wokół placu zaczęły powstawać budynki. Miejsce nazwano Freta. Na początku XV wieku weszło ono w skład lokowanego miasta Nowa Warszawa, na odcinku pomiędzy Świętojerską a Rynkiem Nowomiejskim jako ulica lokacyjna.
Nazwa ulicy po raz pierwszy wzmiankowana była w 1427 r. Zabudowana była drewnianymi chatami. W 1510 r. wzdłuż ulicy znajdowało się 13 zabudowanych działek. Dom wójta Nowej Warszawy znajdował się na terenie, gdzie teraz stoi kamienica nr 31. W 1564 r. zabudowania były już zwarte i miały maksymalnie dwie kondygnacje. Znajdowały się w nich głównie kramy, browary, pracownie i warsztaty malarskie, złotnicze, sukiennicze, tkackie, budynki gospodarcze i mieszkalne.
W 1603 r. działkę przy ulicy (nr 8/10) kupili dominikanie, by zbudować klasztor i kościół. Początkowo postawili drewnianą kaplicę i skromny klasztor. W latach 1606−1638 wznosili kościół św. Jacka charakteryzujący się wczesnobarokową fasadą. Zbudowano go według projektu Jana Włocha. W latach 1638−1649 w sąsiedztwie kościoła powstał największy w Warszawie klasztor. Do połowy XVIII wieku część ulicy Freta była nazywana Dominikańską. Nazwa ta wiązała się z kościołem dominikanów.
W 1656 r. część zabudowań spłonęła. Pierwsze murowane kamienice powstały podczas odbudowy w drugiej połowie XVII wieku. Ulica miała przede wszystkim charakter handlowy (sklepy, szynki i winiarnie). W latach 1741–1772 funkcjonowały „czarne jatki”, w których swoje produkty sprzedawali szewcy.
W połowie XVIII wieku Freta została wybrukowana. Przed 1770 r. wzdłuż ulicy było już ok. 30 kamienic, przeważnie dwukondygnacyjnych o zwartej zabudowie, w stylu barokowym z elementami klasycystycznymi.
W 1823 r. powstała, według projektu Hilarego Szpilowskiego, neogotycka galeria sklepów (przed kościołem dominikanów). W połowie XIX wieku wyremontowano część kamienic. Pozbawiono je wówczas fasad i w niektórych przypadkach cech zabytkowych. Przy ulicy Freta znajdowały się sklepy modystek, wytwórnie sztucznych kwiatów i słomianych kapeluszy (funkcjonowało ich wówczas 21). Mieszkali tu prawnicy, sędziowie, adwokaci i rejenci. Pracowali oni w sądach na placu Krasińskich oraz przy ulicy Zakroczymskiej. Przy ulicy Freta znajdowało się również kilka fabryk, m.in. wyrobów mosiężnych (nr 41).
Od ok. 1865 r. zaczęto nadbudowywać kamienice. Większość budynków nie miała urządzeń sanitarnych. W dawnym klasztorze dominikanów zostały ulokowane instytucje charytatywne Warszawskiego Towarzystwa Dobroczynności (m.in. czytelnie, szkoła i dom sierot).
Pod koniec XIX wieku do niektórych kamienic (m.in. pod nr 33, 35, 44, 45, 46, 47 i 55) dobudowano dwie kondygnacje, a do nr. 27 cztery. Budynek nr 16, nadbudowany w 1910 r., w 1935 r. zawalił się.
W okresie zaboru rosyjskiego ulica Freta wraz z jej najbliższą okolicą (m.in. ulicą Mostową) stała się jednym z centrów nierządu w Warszawie. W późniejszym okresie domy publiczne przeniosły się na ul. Towarową, gdzie zajmowały całe kamienice. Nastąpiło to po interwencji arcybiskupa Wincentego Popiela, który zażądał usunięcia ich ze Starego Miasta, gdyż sąsiadowały z kościołami.
Na początku XX wieku wśród mieszkańców ulicy przeważali Żydzi. Nastąpiła również jej pauperyzacja. Zamożniejsi mieszkańcy przeprowadzili się do nowych dzielnic, a magazyny mody zamknięto.
Zabudowa ulicy ucierpiała w czasie obrony Warszawy we wrześniu 1939.
W listopadzie 1940 część budynków po nieparzystej stronie ulicy znalazła się w warszawskim getcie. W grudniu 1941 cały obszar Nowego Miasta został wyłączony z dzielnicy zamkniętej, a granicę getta przesunięto na środek ulicy Bonifraterskiej.
W czasie powstania warszawskiego w kapitularzu kościoła św. Jacka miało siedzibę dowództwo grupy „Północ”. W pomieszczeniach klasztoru urządzono szpital powstańczy. W kamienicy Łyszkiewicza mieścił się sztab warszawskiej AL; po uderzeniu niemieckiej bomby wszyscy zginęli. Po zajęciu ulicy Freta oddziały SS wymordowały wszystkich rannych powstańców, większość budynków uległa zniszczeniu.
Obecna zabudowa ulicy pochodzi z lat 1950–1955. Jest rekonstrukcją kamienic z XVIII wieku, które zostały zniszczone w 1944 r. Po II wojnie światowej ocalały jedynie mury niektórych budynków. Kamienicy pod nr. 31 nie dobudowano trzeciego i czwartego piętra. Budynkom znajdującym się pod nr. 5 i 25, mającym dłuższe fasady, nadano dawny, na wpół pałacowy styl. Odbudowę ulicy przeprowadzano stopniowo. Szeroka część ulicy w 1951 r. była w stanie surowym, a większość kamienic była oddana do użytku w 1955 r.
Ulica przybrała wygląd jaki miała za czasów stanisławowskich. Kontrowersje co do rekonstrukcji wzbudziło, m.in. usunięcie arkady w pobliżu kościoła dominikanów, ustawienie latarń-pastorałów zamiast lamp gazowych na wysięgnikach przyściennych oraz kolor fasad. Jarosław Zieliński, badacz architektury Warszawy, stwierdził, iż kamienica znajdująca się pod nr. 39, pochodząca z ok. 1734 r., odrestaurowana w stylu saskiego baroku stanowi „przykład bezsensownego zniszczenia zachowanej dekoracji klasycystycznej w celu stworzenia pseudobarokowej atrapy”. Nie zostały także odtworzone oficyny i budynki na tyłach posesji. Oryginalny jest bruk z kostek, z czerwonego granitu i chodniki z granitowymi krawężnikami.

## Ważniejsze zabytki i obiekty
- Kościół św. Ducha;
- Kamienica Dulfusowska (nr 1);
- Kamienica Pod Samsonem (nr 5) – powstała w 1770 r., w stylu Ludwika XVI, z przeznaczeniem dla prezydenta Starej Warszawy Jakuba Maraszewskiego. W latach 1804–1806 mieszkał w niej Ernst Theodor Amadeus Hoffmann. Była to 6-osiowa 3-kondygnacyjna kamienica z rozczłonkowaną pilastrami fasadą, ozdobiona półokrągłymi frontonami. Dolna kondygnacja była boniowana, a szczyt zwieńczony attyką. Po II wojnie światowej przetrwał fragment fasady wraz z wystrojem, m.in. płaskorzeźby z XVIII wieku (Samson z lwem, Dalila obcinająca włosy Samsonowi oraz w nadprożu portalu południowego inskrypcja będąca pamiątką wzniesienia budynku w 1770). W trakcie powojennej odbudowy nie odtworzono inskrypcji: Soli Deo honor et gloria (Bogu Jedynemu cześć i chwała). Od grudnia 2014 w kamienicy tymczasowo mieści się Muzeum Marii Skłodowskiej-Curie
- Kościół św. Jacka;
- Klasztor dominikanów (nr 8/10) – barokowy budynek wzniesiony w latach 1638–1649, na planie litery T, znajdujący się na tyłach kościoła św. Jacka. Fundatorem jego była rodzina Baryczków. Rozbudowany ok. 1733 r. Przejęty przez Warszawskie Towarzystwo Dobroczynności (po kasacie klasztoru). Umieszczono w nim szkołę i sierociniec, który znajdował się tam do 1944 r. Podczas II wojny światowej zniszczony. Odbudowany w latach 1947–1960;
- Kamienica Opelewskiego (nr 13) – powstała ok. 1772 r. Jest jedyną kamienicą jednopiętrową, w której zachowały się oryginalne mury. Podczas powojennej rekonstrukcji usunięto z niej rzeźby Chrystusa Zbawiciela i św. Jana Chrzciciela. W zamian ustawiono Hutnika i Rybaka. Po kilkudziesięciu latach i te zniknęły;
- Kamienica Pod Madonną (nr 14) – powstała pod koniec XVIII wieku ze scalenia dwóch budynków. Po II wojnie światowej przetrwała fasada z dekoracyjnymi drzwiami oraz medalion przedstawiający Najświętszą Marię Pannę. Podczas rekonstrukcji zamiast niej umieszczono kobietę z książką;
- Kamienica Łyszkiewicza (nr 16) – powstała w 1790 r., po połączeniu przez Szymona Bogumiła Zuga dwóch kamienic. Fundatorem jej był bankier Maciej Łyszkiewicz. W latach 1858–1874 była własnością Wilhelma Gerlacha, założyciela fabryki znanej z produkcji sztućców. 7 listopada 1867 r. w kamienicy urodziła się Maria Skłodowska-Curie. Po działaniach wojennych z 1944 r. fasada budynku pozostała nienaruszona. Obecnie znajduje się w nim Muzeum Marii Skłodowskiej-Curie, które zostało utworzone w setną rocznicę jej urodzin (1967). Opiekuje się nim Polskie Towarzystwo Chemiczne mające siedzibę w tej samej kamienicy.

- Kamienica Pod Łabędziem (nr 25) – powstała po 1784 r., znajduje się na podwójnej działce. Zleceniodawcą był posesor Paweł Głaszyński. 3-kondygnacyjna, 7-osiowa kamienica zbudowana w stylu wczesnoklasycystycznym ma charakter pałacowy. Fasada została ozdobiona pilastrami, okna na piętrze zwieńczone trójkątnymi frontonami. Po II wojnie światowej przetrwały mury i wystrój fasady z XVIII wieku (m.in. balkon z kutą balustradą, kamienne pachołki od frontu i odboje od podwórza);
- Kamienica Hawermana (nr 27) – powstała ok. 1770 r. Był to budynek wzniesiony dla Piotra Hawermana, prezydenta Nowej Warszawy. Pierwotnie kamienica miała dwa piętra, w latach 1910–1914 jej właściciel Stanisław Drzewiecki dobudował kolejne cztery piętra. Po II wojnie światowej przetrwały mury wszystkich siedmiu kondygnacji. W 1946 r. budynek rozebrano. Zrekonstruowano jedynie parter i dwa piętra (1955);
- Kamienica Pod Opatrznością (nr 29) – powstała w latach 1770–1784 według projektu architekta Jakuba Fontany. Oko Opatrzności znajdujące się w naczółku nad oknem balkonowym usunięto podczas powojennej rekonstrukcji (1951);
- Kamienica Wątrobowicza (nr 30) – powstała w połowie XVIII wieku, jednopiętrowa, późnobarokowa kamienica. Powstała prawdopodobnie na zlecenie Wawrzyńca Wątrobowicza;
- Kamienica Jasińskiego (nr 31) – dawniej na tym terenie znajdował się dom, w którym swoją siedzibę miały władze Nowej Warszawy. W 1821 r. powstała tu kamienica kupca Jana Alfonsa Jasińskiego, która była projektem Fryderyka Alberta Lessla;
- Kamienica Breyna (nr 32), nazywana również „Pod Okiem Opatrzności” (jak kilka innych na Starym i Nowym Mieście) – powstała ok. 1780 r., w 1944 r. spalona. W XIX wieku pomiędzy oknami umieszczono dwa żeliwne medaliony przedstawiające putta. Elewacja frontowa pomalowana jest w pionowe, ornamentowane pasy. Do wysokości pierwszego piętra na kamienicy znajdują się motywy florystyczne, natomiast do wysokości drugiego groteskowe;
- Kamienica Kopanki (nr 37) – budynek ma autentyczną fasadę z XVIII w. Kamienica powstała w 1778 r. Wcześniej na tym terenie znajdował się drewniany dworek, którego właścicielem był Adam Kopanko. W 1944 r. dom spłonął. Podczas rekonstrukcji w medalionie, zamiast inicjałów właściciela A.K., umieszczono J.L.;
- Kamienica Pod Matką Boską Łaskawą (nr 52) – występowała też pod adresem ul. Kościelna 17, powstała ok. 1784 r. Na elewacji frontowej znajdowały się nisze z XVIII wieku, w których znajdowały się rzeźby: Najświętszej Marii Panny (Matki Boskiej Łaskawej) – na pierwszym piętrze i Baranka Bożego (na drugim piętrze). Podczas odbudowy zastąpiono je boginią Dianą i dzikiem. Oryginalna rzeźba Matki Boskiej znajduje się obecnie na dziedzińcu klasztoru Franciszkanów przy ulicy Zakroczymskiej;
- Upamiętnienie granic getta – na kamienicy pod nr 55 (od strony ul. Franciszkańskiej).
- Kamienica Jakuba Fontany – ul. Zakroczymska 2.